# Square Eugène-Hatton
Le square Eugène-Hatton est une voie privée située dans le quartier de Bercy du 12e arrondissement de Paris.

## Situation et accès
Le square Eugène-Hatton est accessible à proximité par la ligne de métro 8 à la station Montgallet.

## Origine du nom
Elle porte le nom d'Eugène Hatton (1851-1918), co-créateur de la fondation Groupe des maisons ouvrières d'Amicie Lebaudy (madame Jules Lebaudy).

## Historique
Il s'agit de l'ancienne « voie DL/12 », ouverte vers 1910-1920 lors de la création d'immeubles ouvriers, qui a pris le nom de « square Eugène-Hatton » par décision municipale du 24 novembre 2000.

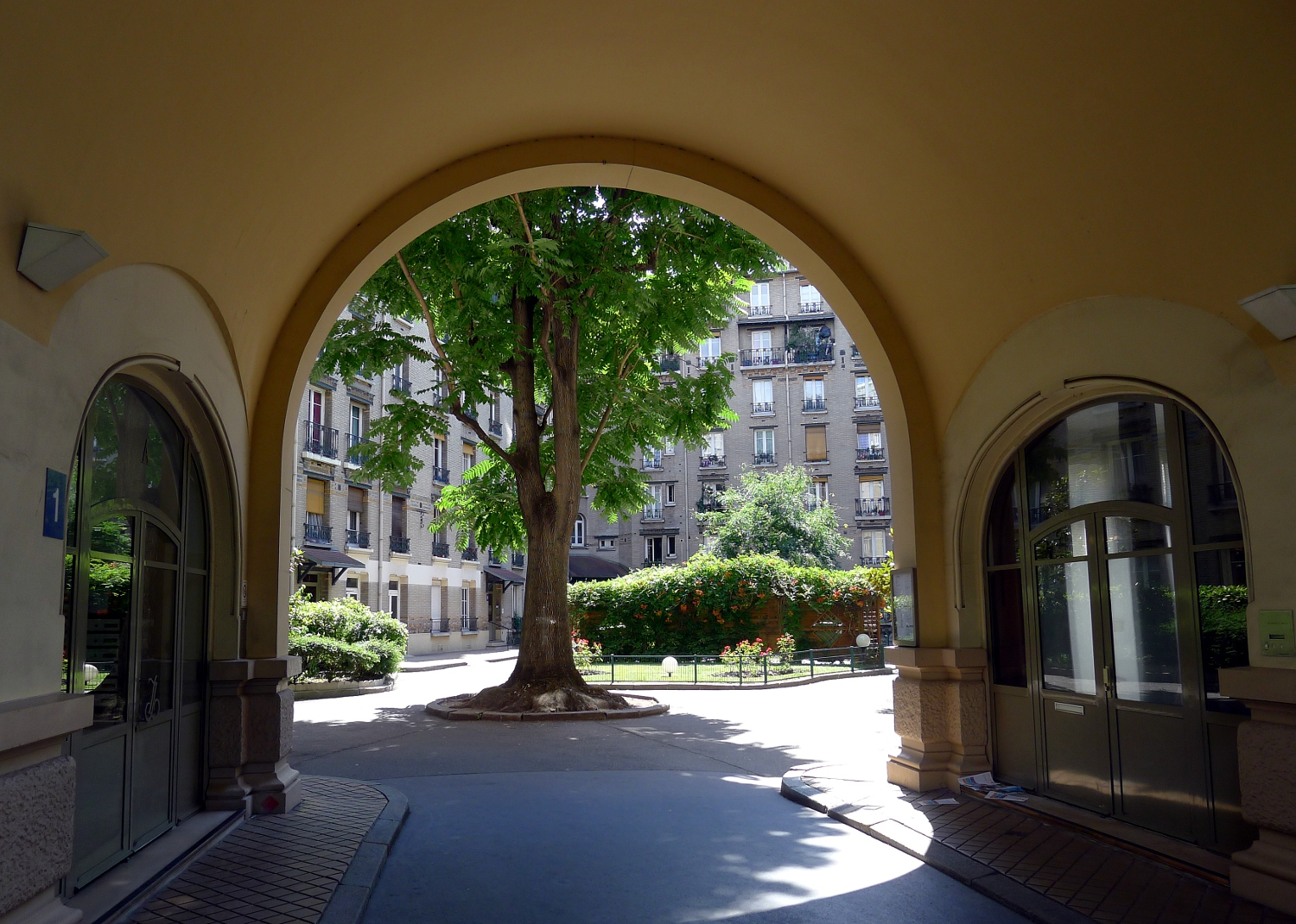
Entrée du square par l'avenue Daumesnil.
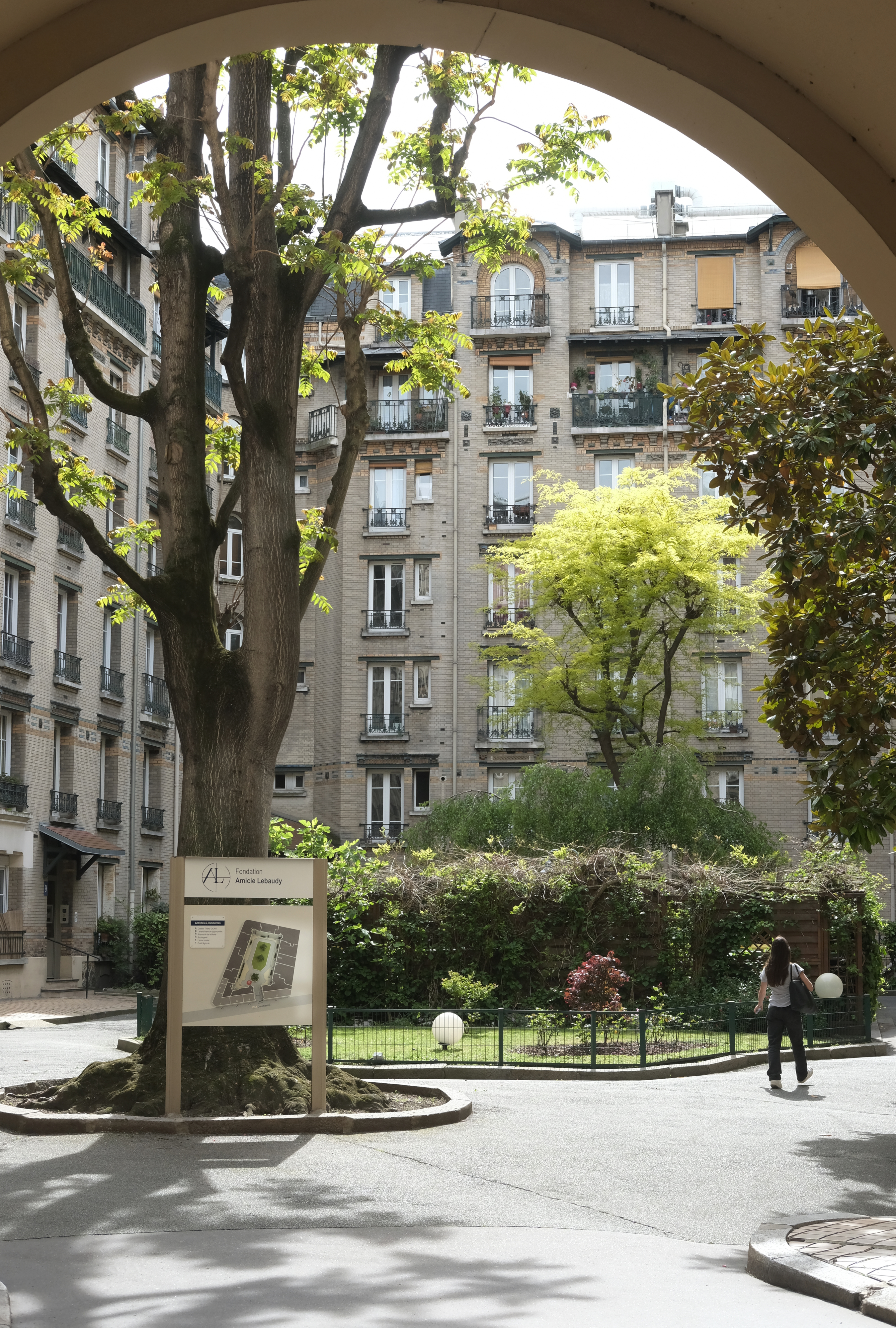
La cour intérieure.

## Bâtiments remarquables et lieux de mémoire
- Les habitations à bon marché (HBM) qui l'entourent.